# Утушка луговая
«Утушка луговая» («Молодушка молодая», «Утёнушка луговая») — русская народная хороводная песня.

## Употребление в быту. Критика
Различные источники относят песню к числу плясовых и хороводных. В числе других произведений, она могла исполняться во время свадьбы. Павел Свиньин в своих «Картинах…» пишет, что у донских казаков её пели и во время сватовства:

Родители и сватъ оставляли юную чету съ ближайшими родственниками, дабы они свободнѣе могли ознакомиться и предаться забавамъ, которыя состояли преимущественно въ пляскѣ: женщины ходили вкругъ стола, поставленнаго посреди свѣтлицы, подъ пѣсни: Ахъ утушка луговая; а кто въ моемъ садикѣ погулялъ? и другія…— П. П. Свиньинъ. Картины Россіи и бытъ разноплеменныхъ ея народовъ… С. 253
Ряд исследователей отмечает, что утка, или утица, утушка, — традиционный в русском фольклоре образ девушки, молодой женщины, невесты.
А. А. Потебня приводит песню «Ой ты, утушка луговая» в качестве примера произведений размера «5+4», считая последний характерной особенностью летних и весенних песен («веснянок»).

## Обработки и интерпретации
К увертюре своей третьей оперы «Федул с детьми» (1791) придворный музыкант Василий Пашкевич написал тему на мотив народной песни «Ай, утушка луговая». Последняя получила известность в обработках таких композиторов, как П. И. Чайковский, Н. А. Римский-Корсаков, А. К. Лядов, А. М. Иванов-Крамской, В. Ф. Гридин.
В 1960 году Л. Г. Зыкина, выступив a cappella с песнями «Утушка луговая», «Сронила колечко…», «Ты подуй, подуй, ветер низовой…», стала лауреатом I Всероссийского конкурса артистов эстрады. Произведение вошло в репертуар таких исполнителей, как Лидия Русланова, Александра Стрельченко, Л. Г. Рюмина, ВИА «Добры молодцы».